# Telfusa (ciutat)
Telpusa (grec antic: Θέλπουσα) o Telfusa (grec antic: Τέλφουσα) era una antiga ciutat grega situada a la part oest de l'Arcàdia, a la riba esquerra del riu Ladó. El seu territori tenia per límits al nord Psòfida, al sud Herea, a l'oest l'Èlida i a l'est la ciutat de Clítor. La tradició deia que el seu nom derivava de la nimfa Telfusa, la filla de Ladó, el déu del riu homònim.
Apareix per primera vegada a la història l'any 352 aC, quan els tebans van derrotar en el seu territori als lacedemonis. Antígon III Dosó la va ocupar l'any 222 aC durant la guerra contra Cleòmenes III, i també es menciona durant les campanyes d'expansió de Filip V de Macedònia. Formava part de la Lliga Aquea.
Quan Pausànias va visitar Telfusa al segle ii, la ciutat estava gairebé deserta, i l'àgora, que havia ocupat el centre de la ciutat es trobava en un extrem. Explica que hi va veure un temple d'Asclepi i un altre dedicat als dotze grans déus que tenia ja les parets arran de terra. També parla d'un altre temple dedicat a Demèter Eleusina, amb estàtues de Demèter, Persèfone i Dionís. A la rodalia de la ciutat hi havia un altre temple també dedicat a Demèter, amb el sobrenom d'Erínnia, del que en parlen també Licòfron i Cal·límac de Cirene. Una mica més avall hi havia el temple d'Apol·lo, a la riba esquerra del Ladó, i a la riba dreta un altre d'Asclepi jove amb el sepulcre de Tírgon, que es diu que era la dida d'Asclepi.
De l'antiga ciutat en queden algunes ruïnes.